# Parapamecia intacta
Parapamecia intacta är en tvåvingeart som beskrevs av Timothy M. Cogan 1978. Parapamecia intacta ingår i släktet Parapamecia och familjen markflugor. Inga underarter finns listade i Catalogue of Life.